# Дашаєв Умалат Якубович
Дашаєв Умалат Якубович (чеч. Даши Якъубин воӀ Умалат; 26 грудня 1956, Караганда, Казахська РСР, СРСР — 28 грудня 1994, Ханкала, Чеченська Республіка Ічкерія) — чеченський військовий діяч, учасник грузинсько-абхазької та Першої російсько-чеченської воєн, командир Окремого батальйону спеціального призначення «Борз» Збройних сил ЧРІ. Керівник оборони Ханкали під час Першої російсько-чеченської війни.

## Життєпис
Народився 26 грудня 1956 року в місті Караганда. Виходець із чеченського тайпа Варандой. Проживав у селі Пригородне (нині внутрішньоміське селище імені Шейха Ізнаура в місті Грозний).
В серпні 1992 року разом із Русланом Гелаєвим, Шамілем Басаєвим, Алі Адаєвим та іншими добровольцями з Чечні брав участь в грузинсько-абхазській війни на боці Абхазії. Починаючи з 29 серпня 1992 року брав участь у боях, здійснював вилазки в тил ворога.
У вересні 1992 року в одному з рейдів в районі Гагри з групою добровольців підбив автобус із боєприпасами і БМП ворога, брав участь в боях за місто Гагра. В листопаді того ж року під час знищення дзоту противника отримав поранення, після лікування повернувся до бойових дій. В травні 1993 року разом з групою підлеглих захопив вогневі точки противника у селі Каман. В липні брав участь в наступальній операції і під вогнем виносив поранених і вбитих з поля бою. В вересні того ж року брав участь в наступі на місто Сухумі.
Після завершення бойових дій повернувся до Чечені, де боровся з проросійськими силами Біслана Гантамірова, Умара Автурханова, Руслана Лабазанова та інших. 
З початком Першої російсько-чеченської війни брав участь в бойових діях. Був неодноразово поранений, в одному з боїв втратив праве око. Учасник розгрому озброєних банд проросійської опозиції та російських танкових частин Кантемирівської і Таманської дивізій 26 листопада 1994 року. Учасник битви за Грозний, разом з своїм підрозділом зустрічав колони російських танків в районі площі «Хвилинка».
З 24 грудня 1994 року керував обороною Ханкали, командуючи Окремим батальйоном спеціального призначення «Борз» Збройних сил Чеченської Республіки Ічкерія. Перед перекиданням у Ханкалу один із підрозділів батальйону Умалта Дашаєва стримував наступ російських військ на Петропавлівському напрямку на підступах до чеченської столиці.
Загинув під час оборони Ханкали 28 грудня 1994 року, відбиваючи атаку 133-го танкового батальйону ЗС РФ, внаслідок якої був тричі поранений.

## Нагороди
Указом першого президента Чеченської Республіки Ічкерія Джохара Дудаєва посмертно нагороджений вищою державною нагородою ЧРІ, орденом «Герой Нації».